# اچ‌ام‌اس انگل‌سی (۱۶۹۴)
اچ‌ام‌اس انگل‌سی (۱۶۹۴) (به انگلیسی: HMS Anglesea (1694)) یک کشتی است.